# セミヨン・ビシュコフ
セミヨン・ビシュコフ（Semyon Bychkov、露: Семён Ма́евич Бычко́в Semjón Májevič Byčkóv; セミョーン・マーイヴィチ・ブィチコーフ、ヘブライ語: סמיוֹן ביצ'קוֹב‎、1952年11月30日）は、ロシア出身の指揮者。妻はピアニストのマリエル・ラベック。

## 略歴
レニングラードの医者の家に生まれる。アメリカの指揮者である弟のヤコフ・クライツベルク、そして彼らの高祖父はオデッサ歌劇場の指揮者であった。グリンカ児童合唱教室に10年にわたって在籍して学んだのち1970年に卒業し、同年レニングラード音楽院に入学してイリヤ・ムーシンに師事する。19歳でレニングラード音楽院を首席で卒業する。1973年にラフマニノフ指揮者コンクールの覇者となり、レニングラード・フィルハーモニー管弦楽団の指揮を打診されるが、政治信条を理由に公演が流れる。1974年にソ連から亡命する。

### 政治亡命
1975年よりマネス音楽大学指揮科で学ぶ（後に同学オーケストラの音楽監督となる）。1980年にグランド・ラピッズ交響楽団（ミシガン州）の音楽監督に就任が決定。在任は1984年までだったが、1983年に米国市民権を取得、実質上の政治亡命であった。この時期、マネス音大で知遇を得た指揮者ユリウス・ルーデルの推薦で1981年にカルメンを指揮してニューヨーク・シティ・オペラのデビューを飾った他、ルーデルの後任として1985年から1989年までバッファロー・フィルハーモニックの首席客演指揮者を務めた。

### その後
1989年から1998年までパリ管弦楽団の音楽監督に就任し、その後ケルンに移り、ハンス・フォンクの後任としてケルン放送交響楽団の指揮者に就任した。2017/18年シーズンからはチェコ・フィルハーモニー管弦楽団の首席指揮者に、イルジー・ビエロフラーヴェクの後任として就任した。
ユダヤ系ロシア人ではあるが、ヘルベルト・フォン・カラヤンに心酔し、その音楽美学を引き継ぎ、お家芸というべきロシア音楽だけでなく、ドイツ音楽やフランス近代音楽のいずれも得意としている。代表的な音源に、ベルリン・フィルハーモニー管弦楽団との共演によるショスタコーヴィチの《交響曲 第8番》や、パリ管弦楽団との共演によるラフマニノフの《交響曲 第2番》がある。